# Ośrodek Archiwów, Bibliotek i Muzeów Kościelnych
Ośrodek Archiwów, Bibliotek i Muzeów Kościelnych (w latach 2006-2009 Instytut Archiwów Bibliotek i Muzeów Kościelnych) – instytucja zajmująca się zbiorami kościelnymi o tematyce archiwalnej, bibliotecznej, muzealnej a także inwentarze archiwalne i katalogi biblioteczne oraz teksty źródłowe do dziejów Kościoła katolickiego w Polsce.

## Historia
Placówka została powołana decyzją Plenarnej Konferencji Episkopatu Polski 27 sierpnia 1956. Erygowanie placówki nastąpiło 20 grudnia 1956 decyzją senatu KUL. Placówka od 1959 roku wydaje pismo "Archiwa, Biblioteki i Muzea Kościelne". Instytut zajmuje się procesem mikrofilmowania materiałów przechowywanych w archiwach, bibliotekach i muzeach kościelnych. W latach 2006–2009placówka nosiła nazwę Instytut Archiwów Bibliotek i Muzeów Kościelnych. W 2009 Ośrodek został włączony w strukturę Wydziału Teologii KUL.

## Dyrektorzy placówki
- 1957-1958 Eugeniusz Reczek
- 1958-1959 Stanisław Librowski
- 1959-1978 Józef Rybczyk
- 1978-1979 Bolesław Kumor
- 1979-1985 Zygmunt Zieliński
- 1985-2006 Marek Zahajkiewicz
- od 2006 Anzelm Weiss